# Hell Razah
Hell Razah, właśc. Chron Smith (ur. 1 października 1976 w Nowym Jorku) – amerykański raper przyjaciel zespołu Wu-tang Clan i członek Sunz of Man i Black Market Militia oraz T.H.U.G Angelz.
W 2010 roku raper zapadł w śpiączkę spowodowaną pęknięciem tętniaka mózgu. Obecnie przechodzi rehabilitację.

## Dyskografia

### Albumy solowe
- When All Hell Breaks Loose (2001)
- Freedom of Speech (z 4th Disciple) (2004)
- Renaissance Child (2007)
- 'Razah's Ladder (z Blue Sky Black Death) (2007)
- Ultra Sounds of a Renaissance Child (2008)
- Heaven Razah (2010)[4]

### z Sunz of Man
- The Last Shall Be First (1998)
- The First Testament (1999)
- Saviorz Day (2002)
- Elements (2004)
- The Old Testament (2006)

### z Black Market Militia
- Black Market Militia (2005)

z T.H.U.G Angelz
- Welcome to red hook houses (2008)